# Mosquée Üç Şerefeli
 (novembre 2021).
Si vous disposez d'ouvrages ou d'articles de référence ou si vous connaissez des sites web de qualité traitant du thème abordé ici, merci de compléter l'article en donnant les références utiles à sa vérifiabilité et en les liant à la section « Notes et références ».
La mosquée Üç Şerefeli (en turc : Üç Şerefeli Camii) est une mosquée d'Edirne, en Turquie, érigée entre 1438 et 1447.

## Histoire
La construction de la mosquée fut ordonnée par le sultan ottoman Mourad II. Elle se situe stratégiquement au cœur du centre historique de la cité, près du bazar et des autres grands édifices religieux, comme la Vieille Mosquée d'Edirne. Son nom se réfère au fait que le minaret qui se trouve près de l'entrée principale côté sud-ouest possède 
trois balcons (en turc : üç şerefeli).

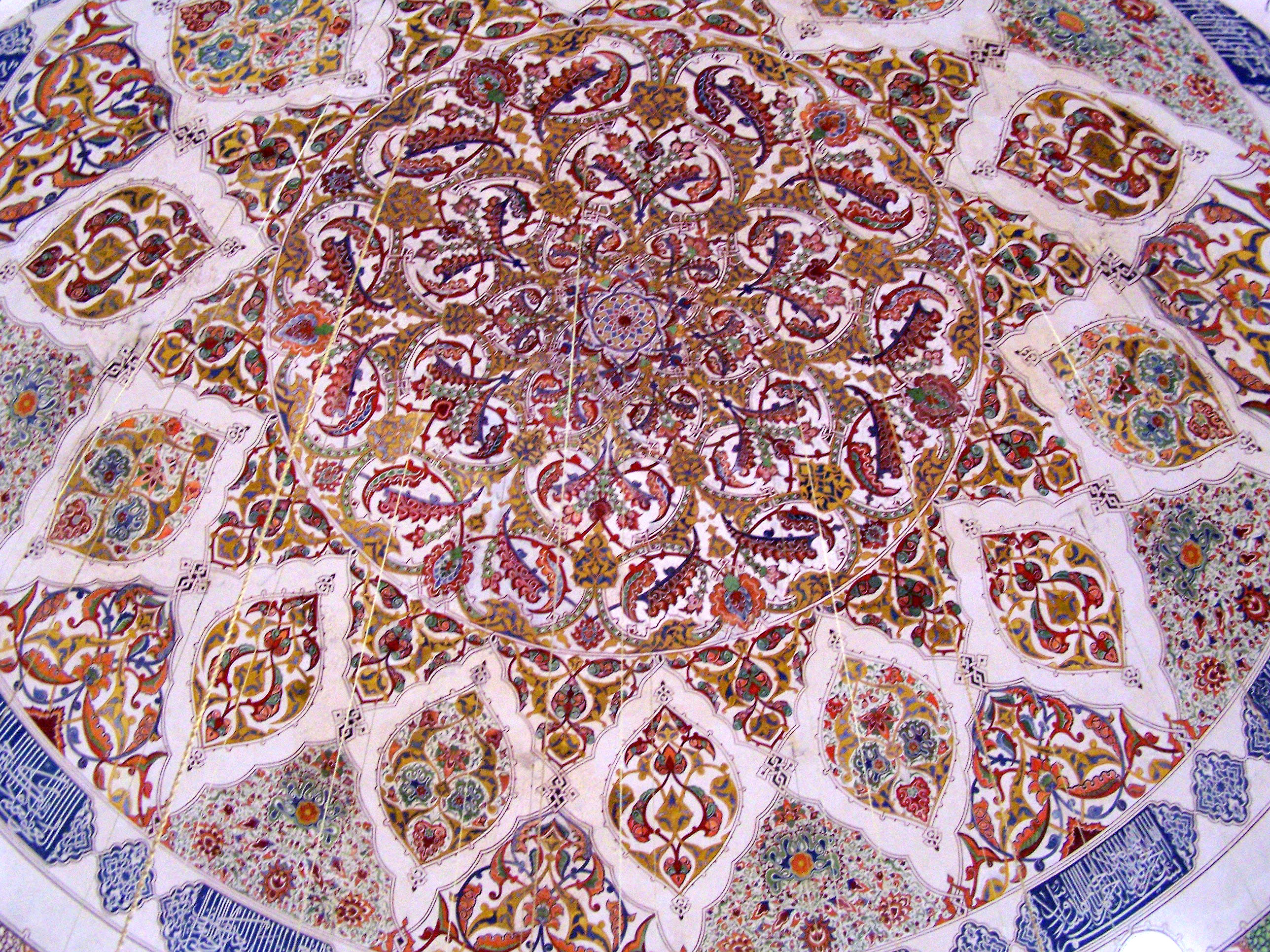
Coupole intérieure.
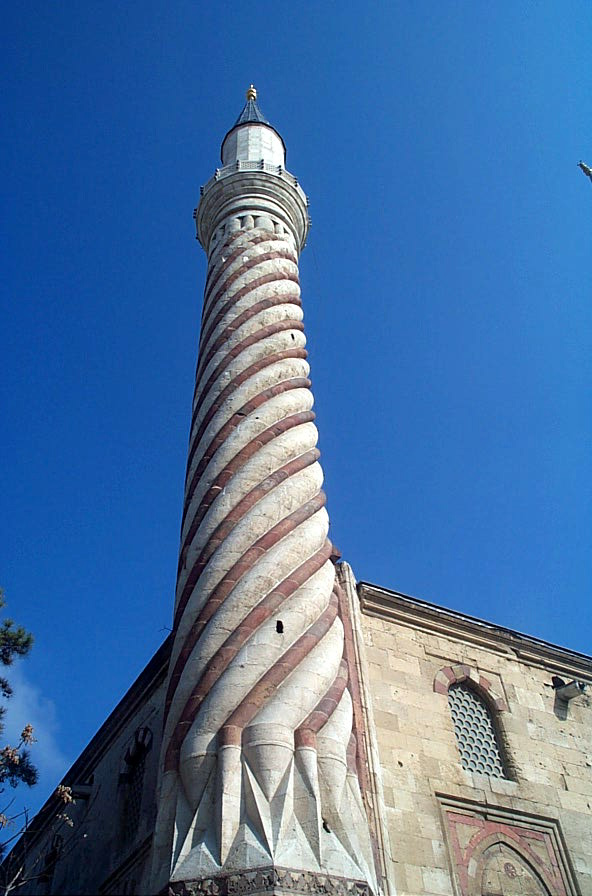
Minaret « birman ».
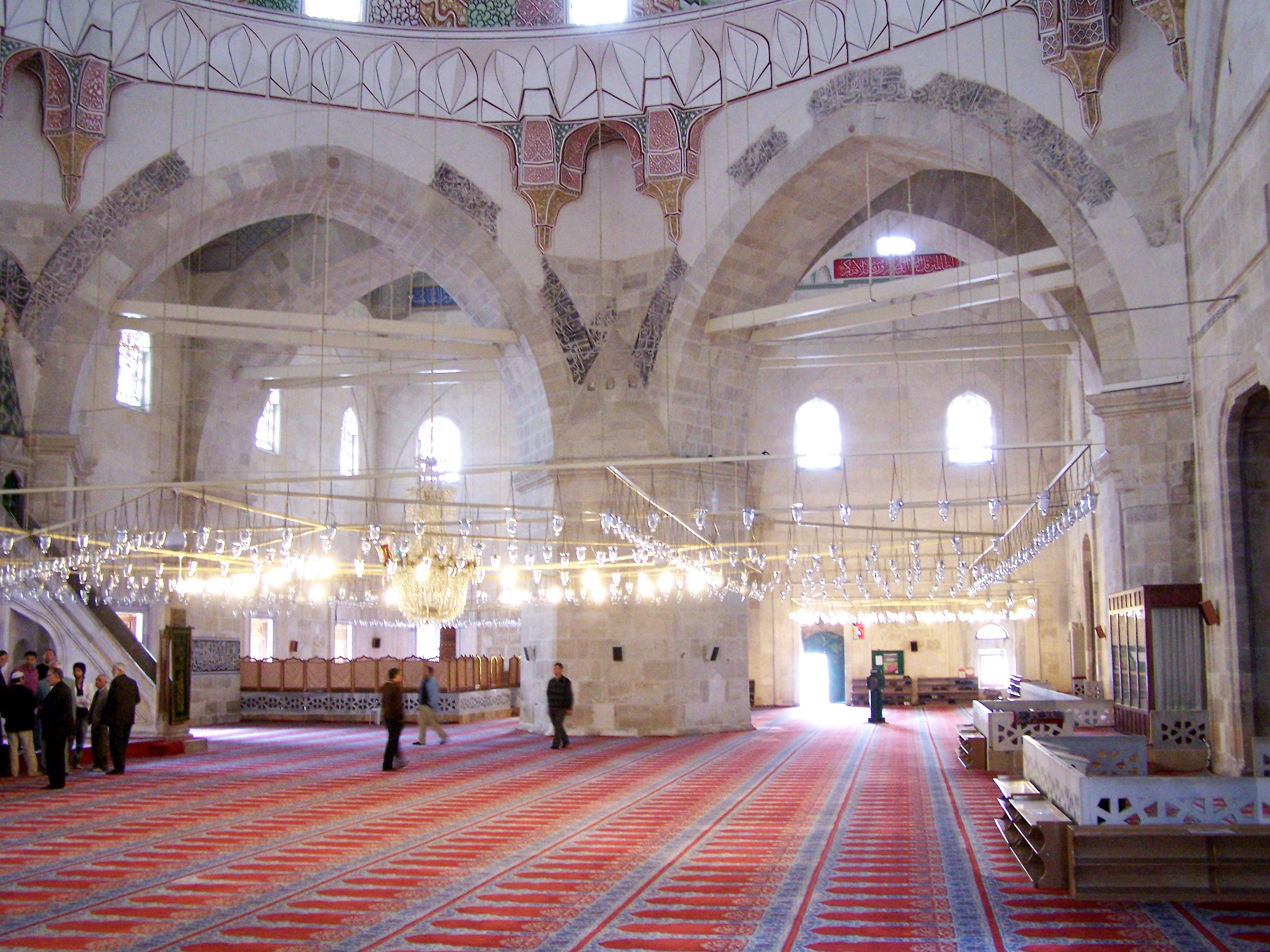
Vue intérieure.